# Rajella dissimilis
Rajella dissimilis is een vissensoort uit de familie van de Rajidae. De wetenschappelijke naam van de soort is voor het eerst geldig gepubliceerd in 1970 door Hulley.